# Marian Kawa
Marian Zbigniew Kawa (ur. 29 października 1955 w Nadolanach) – polski pedagog i polityk, samorządowiec, poseł na Sejm IV kadencji.

## Życiorys
Absolwent I Liceum Ogólnokształcącego im. Komisji Edukacji Narodowej w Sanoku z 1974. W 1983 ukończył studia na Politechnice Rzeszowskiej, uzyskując dyplom inżyniera chemika. W 1993 został absolwentem studium podyplomowego z zakresu pedagogiki w Instytucie Filozoficznym Uniwersytetu Jagiellońskiego.
Od 1974 do 1981 był zatrudniony jako pracownik fizyczny w ZPG „Stomil” w Sanoku, od 1982 do 1984 był wiceprzewodniczącym Zarządu Wojewódzkiego w ZSPM w Krośnie, od 1984 do 1989 inspektorem terenowym w PRON. W 1990 został zatrudniony jako pedagog-wychowawca w Państwowym Pogotowiu Opiekuńczym w Sanoku.
Należał do Związku Socjalistycznej Młodzieży Polskiej, w 1981 był delegatem ze Stomilu na III Nadzwyczajny Zjazd ZSMP. Od 1978 był członkiem PZPR, należał do niej do czasu rozwiązania partii w 1990. Jako przedstawiciel Stomilu, pracujący na stanowisku starszego mistrza, w dniach 17–18 czerwca 1981 został wybrany na członka Komitetu Wojewódzkiego PZPR w Krośnie, a 25 czerwca 1981 wybrany na członka egzekutywy KW PZPR w Krośnie. Od 1991 do 1999 był przewodniczącym rady rejonowej SdRP w Sanoku, od 1992 do 1999 wchodził w skład rady naczelnej SdRP. Od 1994 do 1999 pełnił funkcję wiceprzewodniczącego sejmiku samorządowego województwa krośnieńskiego. W wyborach samorządowych 1994 uzyskał mandat radnego Rady Miasta Sanoka, startując z listy Sojuszu Lewicy Demokratycznej. W wyborach samorządowych w 1998, startując z listy SLD, uzyskał mandat radnego Sejmiku Województwa Podkarpackiego I kadencji i pełnił go do 29 października 2001. W listopadzie 1998 ubiegał się o stanowisko starosty sanockiego, przegrywając w głosowaniu rady powiatu z Edwardem Olejką. 28 lutego 1999 został wybrany na przewodniczącego rady powiatowej SdRP w Sanoku. W listopadzie 1999, lutym 2003 i kwietniu 2016 był wybierany na przewodniczącego rady powiatowej SLD w Sanoku. 31 maja 1999 członkiem zarządu klubu piłkarskiego MKS Stal Sanok, został także członkiem zarządu Okręgowego Związku Piłki Nożnej w Rzeszowie.
W wyborach parlamentarnych w 2001 został wybrany na posła IV kadencji w okręgu krośnieńskim z listy Sojuszu Lewicy Demokratycznej. Mandat poselski sprawował do 2005. Od 2006 do 2010 pełnił funkcję radnego i wiceprzewodniczącego Rady Powiatu Sanockiego. Bezskutecznie ubiegał się o reelekcję w wyborach samorządowych w 2010. Bezskutecznie kandydował także w wyborach parlamentarnych w 1993, 1997, 2005, 2007. W wyborach samorządowych w 2014 bez powodzenia ubiegał się o urząd wójta gminy Bukowsko. W 2015 ponownie bezskutecznie wystartował do Sejmu, reprezentując SLD w ramach Zjednoczonej Lewicy. W wyborach samorządowych w 2018 ponownie uzyskał mandat radnego powiatu; nie utrzymał go w 2024.
W styczniu 2010 Sąd Rejonowy w Sanoku nieprawomocnie skazał go na karę grzywny za naruszanie nietykalności cielesnej wychowanków domu dziecka. W lipcu tego samego roku wyrok ten został uchylony, a sprawa przekazana przez Sąd Okręgowy w Krośnie do ponownego rozpoznania. W wyroku z kwietnia 2011 sąd rejonowy potwierdził naruszenie nietykalności cielesnej dzieci (przy czym część wychowanków wycofała zarzuty), warunkowo umarzając postępowanie na dwa lata. Sąd odwoławczy utrzymał w mocy wyrok sądu I instancji, który uprawomocnił się w grudniu 2011. W tej sprawie Marian Kawa był zawieszony w obowiązkach służbowych od końca 2008, a postępowania prowadziła także komisja dyscyplinarna dla nauczycieli przy wojewodzie podkarpackim, która umorzyła je po uprawomocnieniu się wyroku, w związku z czym wychowawca latem 2012 powrócił do pracy w Domu Dziecka w Sanoku.

## Życie prywatne
Jego żoną została Alina, z którą ma syna Konrada.

## Odznaczenia
Odznaczony Złotym Krzyżem Zasługi.